# سیارک ۲۵۴۶۲
سیارک ۲۵۴۶۲ (به انگلیسی: 25462 Haydenmetsky، نامگذاری:1999XV18) بیست و پنج هزار و چهارصد و شصت و دومین سیارک کشف شده است که در ۳ دسامبر ۱۹۹۹ کشف شد.
قدر مطلق سیارک برابر ۱۳٫۵ است.